# Devotion
Devotion és una pel·lícula bèl·lica biogràfica estatunidenca de 2022 basada en el llibre de 2015 Devotion: An Epic Story of Heroism, Friendship, and Sacrifice d'Adam Makos, que narra la camaraderia entre els oficials navals Jesse Brown i Tom Hudner durant la Guerra de Corea. Està dirigida per J. D. Dillard i escrita per Jake Crane i Jonathan Stewart. La pel·lícula és protagonitzada per Jonathan Majors com a Brown i Glen Powell com a Hudner, juntament amb Christina Jackson, Daren Kagasoff, Joe Jonas, Nick Hargrove, Spencer Neville i Thomas Sadoski en papers secundaris. S'ha doblat i subtitulat al català.
Devotion es va estrenar al Festival Internacional de Cinema de Toronto a IMAX a l'Ontario Place Cinesphere el 12 de setembre de 2022, i es va estrenar als Estats Units el 23 de novembre de 2022. Tot i que va rebre comentaris positius per part de la crítica i el públic, va ser un fracàs de taquilla, ja que va recaptar 21,8 milions de dòlars a tot el món contra un pressupost de 90 milions de dòlars.